# Biserica de lemn din Rediu

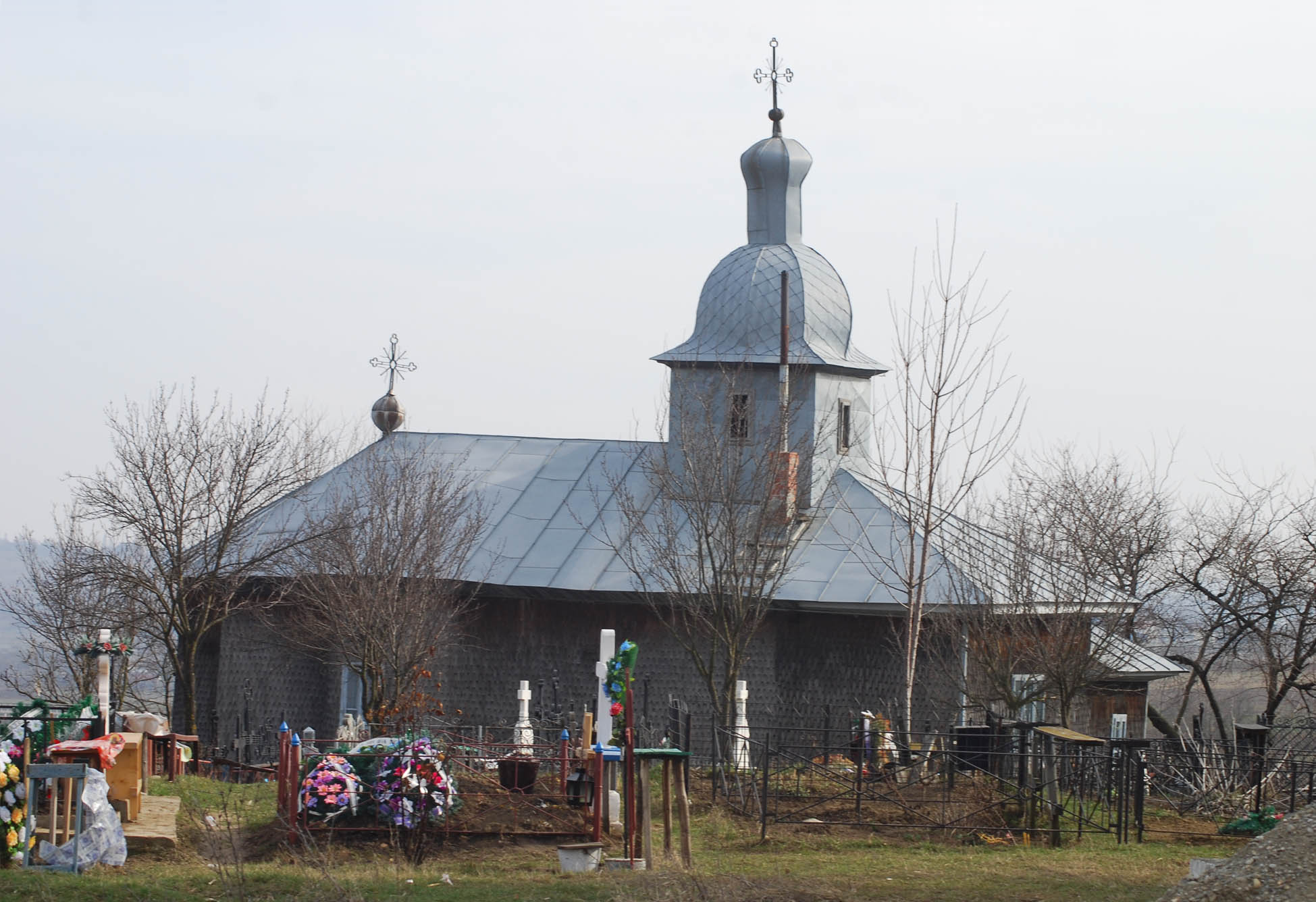
Biserica de lemn din Rediu, judeţul Neamţ (Foto: martie 2010)

Biserica de lemn "Sfinții Voievozi" se află în comuna Rediu, județul Neamț. Se regăsește în Lista Monumentelor Istorice din anul 2004 a județului Neamț la numărul 368, având codul  NT-II-m-B-10648.
Biserica se află în cimitirul satului, pe o culme. În vecinătatea bisericii pe direcția nord-vestică se construiește o nouă biserică, de zid, de mari dimensiuni.

## Trăsături
Construcția este de dimensiuni medii, având formă trilobată. Pe pronaos prezintă o turlă îmbrăcată în tablă. Pe latura sudică în capatul de vest se găsește atașat un pridvor care face corp comun cu biserica. Acesta reprezintă intrarea în biserică și este posibil să fie o adăugare mai târzie. Construcția este acoperită cu tablă și este îmbrăcată în solzi de șiță.